# Бальчун, Войцех
Во́йцех Ба́льчун (пол. Wojciech Balczun; род. 19 июня 1970, Эльблонг, Польская Народная Республика) — польский и украинский предприниматель и рок-музыкант (создатель и гитарист группы «Химия» (пол. Chemia)), бывший руководитель ПАО «Укрзализныця», с 24 июля 2025 года - министр государственного казначейства Польши.  

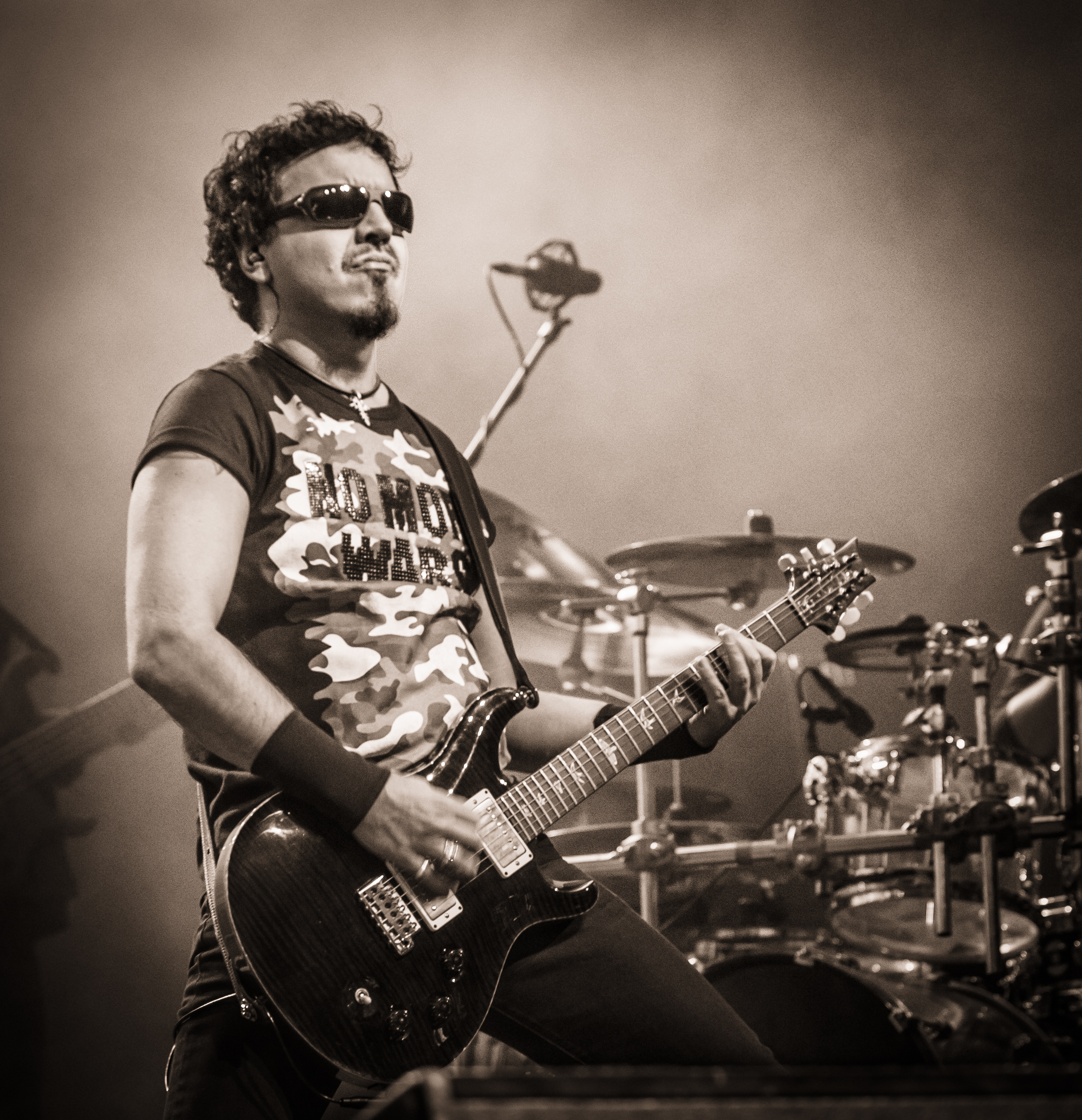
Войцех Бальчун во время концерта группы Chemia (2013)

## Биография
Окончил факультет политологии в Силезском университете в Катовице. Затем получил степень Магистра делового администрирования в Rotterdam School of Management Erasmus University.
В. Бальчун начинал карьеру с работы по продажам в отделе газеты Trybuna Slaska. Впоследствии он получил должность директора по маркетингу в почтовой компании Poczta Polskiej S.A.
С 2005 по 2007 год Бальчун возглавлял наблюдательный совет корпорации PKP S.A. С 2008 по 2013 год Войцех Бальчун был главой правления компании PKP Cargo. В апреле 2012 года был председателем совета директоров авиакомпании LOT.
Он не раз избирался в качестве лучших топ-10 и топ-20 руководителей Польши..
В 2007 году создал рок-группу «Химия» (пол. Chemia), где стал гитаристом. В 2010 году группа начала гастролировать, и вышел первый альбом. В 2011 году группа выпустила переиздание своего первого диска. Весной 2012 года в Ванкувере группа записала свой первый мини-альбом. В том же году группа выступила в Канаде, где и записала третий студийный альбом. В 2015 году группа записала очередной альбом Let Me.
20 апреля 2016 года, по результатам конкурса, был назначен Кабинетом министров Украины председателем правления ПАО «Укрзализныця». После избрания Войцех Бальчун выступил в Кабмине на польском языке без переводчика, а когда министры ничего не поняли, то его попытался перевести новоиспечённый премьер В. Гройсман. Получив новый пост, польский рокер продолжил свою активную гастрольную деятельность. Спустя полгода работы 2 ноября 2016 года Войцех Бальчун заявил о техническом дефолте Укрзализныци.
9 августа 2017 года Бальчун объявил о своей отставке с поста председателя правления ПАО «Укрзализныця».
24 июля 2025 года Балчун был назначен министром государственного казначейства Польши